# Dress (пісня Пі Джей Гарві)
«Dress» — дебютний сингл англійської співачки та авторки пісень PJ Harvey з її дебютного альбому Dry. Сингл вийшов у 1991 році, на нього також було знято два промо-відео.

## Передумови та історія
«Dress» була записана на студії Icehouse в Йовілі в рамках сесій до альбому Dry. Пісня, як і альбом, викликала надзвичайно сильну реакцію критиків, хоча і не потрапила до хіт-парадів.
Текст пісні розповідає історію жінки, яка намагається справити враження на певного чоловіка за допомогою сукні («Must be a way that I can dress to please him»). Вона вважає сукню досить незручною («It's hard to walk in the dress, it's not easy / I'm spilling over like a heavy loaded fruit tree»), але вона сподівається, що вона їй допоможе («Close up my eyes / Dreamy dreamy music make it be alright»).
Наприкінці пісні чоловік не оцінює сукню («You purdy thang», my man says, / But I bought you beautiful dresses.") і вона падає на підлогу, що спричиняє великий конфуз для неї («I'm falling flat and my arms are empty / Clear the way better get it out of this room»).

## Музичне відео
Музичне відео на «Dress» зняла подруга Гарві Марія Мохнач, яка згодом знімала для неї численні відео, а також створювала обкладинки альбомів і синглів для її подальшої кар'єри. Це було перше відео, яке Мохнач коли-небудь знімала, і оскільки вони з Гарві були обмежені в коштах, то могли дозволити собі купити і обробити лише 12 хвилин плівки. В результаті цього деякі частини відео повторюються і відтворюються задом наперед. Відео було знято чорно-білою 16-міліметровою камерою Bolex у цирковій школі в Бристолі під назвою «Fooltime» і складається з Гарві, яка лежить на підлозі, а навколо неї в режимі стоп-кадру збирається гігантський трафарет балерини, а також з Гарві, яка кружляє у сукні, і двійника, що гойдається на трапеції.

## Критична оцінка
Після релізу NME обрав «Dress» синглом тижня. Джон Піл, як запрошений рецензент, прокоментував: «Мені подобається його актуальність, те, як він продовжує рухатися вперед. Я не можу точно описати це гітарне соло, але думаю, що воно влучне. Приємно, що воно вільне від жанру». Стюарт Маконі додав, що це «чудовий, щетинистий запис», який «відважно стукає разом із захоплюючою сумішшю хвилювання і радості». Девід Стаббс з Melody Maker вважав Гарві «відповіддю Вест-Кантрі Крістін Герш». Він відзначив «акустичний, гнітючий альт» і «божевільну нотну електрогітару» в «Dress» і додав, що «більш пустельний» трек «Water» є «одержимою, невротичною, [і] керованою якоюсь психічною хтивістю».

## Трек-лист
Всі пісні написані Пі Джей Гарві, якщо не зазначено інше
| #  | Назва                              | Тривалість |
| -- | ---------------------------------- | ---------- |
| 1. | «Dress» (Пі Джей Гарві, Роб Елліс) | 3:18       |
| 2. | «Water»                            | 4:35       |
| 3. | «Dry»                              | 3:36       |